# Financieel directeur
Een financieel directeur of financieel bestuurder, vaak aangeduid als CFO (chief financial officer), is binnen een bedrijf of organisatie lid van het managementteam (directiecomité of executive committee) en verantwoordelijk voor het dagelijks financieel beleid binnen een organisatie.
Het is veelal (met uitzondering van ondernemingen uit de industriële sector) de op een na hoogste functie in een bestuur. In sommige sectoren is de financieel directeur ook verantwoordelijk voor de analyse van data en reporting.
De meeste financieel directeuren zijn gekwalificeerde boekhouders, accountants of controllers, hoewel ook niet-boekhouders financieel directeur kunnen worden. Veel financieel directeuren hebben een Master of Business Administration en achtergrond in ondernemingsfinanciering. Nederlandse bedrijven hanteren vaak de Engelstalige titel (CFO) voor de functie.
Een CFO rapporteert direct aan de CEO en is vaak vergelijkbaar in rang. De verantwoordelijkheid houdt ook in dat deze vaak moet aftreden als de financiële resultaten van een bedrijf verwijtbaar tegenvallen. Binnen het mkb is de CFO meestal naast directeur ook grootaandeelhouder (DGA) en is het salaris in 2023 minimaal 51.000 euro of het salaris van de meestverdienende medewerker. Daarnaast ontvangt de financieel directeur soms een winstuitkering. Bij publieke organisaties is het salaris voor directiefuncties gemaximaliseerd op 201.000 euro.